# Cytaea carolinensis
Espèce
Cytaea carolinensis est une espèce d'araignées aranéomorphes de la famille des Salticidae.

## Distribution
Cette espèce est endémique des îles Carolines.
Elle se rencontre aux États fédérés de Micronésie aux îles Truk et aux Palaos.

## Description
Les mâles mesurent de 4,1 à 5,1 mm et les femelles de 5,5 à 6,5 mm.

## Étymologie
Son nom d'espèce, composé de carolin[e] et du suffixe latin -ensis, « qui vit dans, qui habite », lui a été donné en référence au lieu de sa découverte, les îles Carolines.

## Publication originale
- Berry, Beatty & Prószyński, 1998 : Salticidae of the Pacific Islands. III. Distribution of Seven Genera, with Description of Nineteen New Species and Two New Genera. Journal of Arachnology, vol. 26, no 2, p. 149-189 (texte intégral).